# El camí (Pahissa)
El camí, poema simfònic de Jaume Pahissa, és una de les obres musicals més importants del modernisme català. El mateix autor va estrenar-lo al Liceu de Barcelona l'any 1909 enmig d'una polèmica intensa sobre la música moderna. Amb El camí, Pahissa va exhibir clarament les seves experimentacions formals i tímbriques a partir de les dissonàncies. Una dècada més tard va organitzar sistemàticament aquestes especulacions harmòniques amb la Intertonalitat.

## Història
L'any 1906, Jaume Pahissa havia passat a ser una figura pública a Barcelona, degut a l'èxit de l'obra lírica La presó de Lleida i de l'esdeveniment Concert Pahissa. Entre 1907 i 1909, mentre es formava com a director d'orquestra i col·laborava amb els projectes dramàtics d'Adrià Gual, va estar treballant en la composició de El camí. La peça es va estrenar al Gran Teatre del Liceu el 21 de març de 1909 en el cicle de concerts organitzats per l'Associació Musical de Barcelona per a celebrar el seu concert número dos-cents. Tot i que l'assistència de públic no va ser molt alta, l'obra va provocar certa polèmica.
Robert Goberna, mestre de capella, organista i representant dels músics tradicionals, va escriure uns comentaris al diari Las noticias en què aprofitava els atreviments tècnics del nou poema simfònic de Pahissa per atacar l'escola moderna. Recordava que el compositor sempre havia estat un defensor de les novetats, del que era original i del que podia sorprendre al públic. Va retreure a Pahissa que hagués abusat d'acords complexes i que hagués menystingut una preparació correcta de les notes. Igualment, no va acceptar la modulació a tonalitats allunyades, l'ús de temes musicals a partir de motius més que no pas de melodies i una definició complex de la textura polifònica. Goberna va valorar negativament la composició perquè hi veia un excés de tècnica i un càlcul massa matemàtic que se sobreposava a la inspiració i a les emocions del públic.
El cronista de La Veu de Catalunya no va criticar la modernitat de l'obra ni tampoc que Pahissa s'hagués excedit en la tècnica. Ara bé, va desaprovar la doble definició cromàtica i dissonant del final del poema. Mentre aplaudia tots els atreviments i recursos emprats pel compositor en les dues primeres parts de l'obra, a la tercera no va acceptar el resultat sonor d'una harmonia que conjuminava en el mateix acord de tònica les notes de la tríada major sobre la nota mi i les de la tríada major sobre la nota mi bemoll, per exemple.
Tanmateix, el tema més polèmic i conflictiu no va ser pas l'experimentació harmònica, sinó la discussió sobre els límits de la descripció musical. Ignotus, del diari lerrouxista El Diluvio, pensava que hi havia determinats sons de la naturalesa que no calia imitar, que la música, si volia descriure, no calia que es dediqués a copiar els sorolls, que eren lleigs com el motor d'un automòbil. El cronista anònim del diari carlí El Correo Catalán també argumentava que la imitació musical tenia els seus límits i que pretendre una il·lusió de realitat sonora desnaturalitzava la música.
Per altra banda, Marc Jesús Bertran, crític de La Vanguardia, va celebrar aquest ús de la descripció musical. Igualment, segons Bertran, Pahissa comunicava el que sentia sense subordinar-se a les normes ni a la pulcritud acadèmica. En aquest sentit, la seva valoració sobre la tècnica i l'expressió era simètricament oposada a la publicada el mateix dia per Robert Goberna. Bertran també pensava que les descripcions musicals proposades per Pahissa en el seu poema simfònic no estaven subordinades a les codificacions i les convencions del llenguatge musical i se centraven encertadament en la representació del món.
El camí va encetar una nova via en la producció musical de Jaume Pahissa. En compondre'l, el músic es desvinculava dels models catalans i dels referents europeus per centrar-se en les especulacions harmòniques, tímbriques i formals. Es tracta d'un exemple primerenc de les avantguardes musicals.

## Estructura
La composició consta d'un únic moviment simfònic elaborat bàsicament a partir d'un tema musical principal i de diversos motius que evoquen sons de la natura. Pahissa va escriure un text breu per exposar la intencionalitat poètica de la música i per guiar alhora l'audició dels espectadors. La vinculació entre text i música no és només anecdòtica, sinó que revela lligams estructurals entre ells.

### Esquema formal
| Parts | Contingut musical                         | Compassos |
| ----- | ----------------------------------------- | --------- |
| 1a    | Primera exposició del tema principal      | 1-48      |
| 1a    | Primera imitació dels sons de la natura   | 49-57     |
| 1a    | Primera exposició del tema secundari      | 58-77     |
| 1a    | Fuga lliure a partir d'un tema nou        | 77-121    |
| 2a    | Segona exposició del tema principal       | 122-136   |
| 2a    | Primer desenvolupament del tema principal | 137-206   |
| 2a    | Tercera exposició del tema principal      | 206-222   |
| 2a    | Grup final                                | 222-267   |
| 3a    | Segon desenvolupament del tema principal  | 268-299   |
| 3a    | Segona imitació dels sons de la natura    | 300-325   |
| 3a    | Segona exposició del tema secundari       | 326-352   |
| 3a    | Quarta exposició del tema principal       | 352-380   |

### Programa
L'autor va escriure el següent text per orientar l'audició del públic durant la interpretació de la peça. Apareix publicat tant al programa de mà dels concerts com a la mateixa partitura editada per Unión Musical Espanyola.
Alegrement el caminant va seguint la seva via muntanya amunt; quan arriba a la carena, la dolça vall, amb sa llunyana vila, s'obre a son esguard, i sa visió li ungeix el cor de records i sentiments dolcíssims.
Reprèn la llarga caminada en l'esplendor daurada de la tarda; a son pas el paisatge canvia, mentre el camí descendeix tortuosament fins a penetrar en l'ombra del bosc. Ja el sol, que es pon, enrogeix les altes muntanyes; la foscor, va lentament devallant i s'encenen, pàl·lids, els estels. La nit canta amb levíssim murmuri.
Una resplendor creixent anuncia el terme del camí, prometedor de repòs.
A partir de la comparació entre aquest programa literari i l'esquema formal de l'obra es poden establir relacions que concreten el significat dels temes i de les seccions musicals. Els tres paràgrafs es corresponen força a les tres parts de la música. Així doncs, el tema principal es vincula amb l'acció de caminar i el tema secundari amb la "dolça vall". Igualment, el caràcter de la fuga lliure queda marcat pels "records" i els "sentiments dolcíssims" que el paisatge desperta al caminant quan arriba a la carena. Per altra banda, els dos desenvolupaments del tema principal i la segona imitació dels sons de la natura segueixen els continguts del segon paràgraf. El significat del grup final que tanca la segona part de la música coincideix amb la posta de sol que es descriu en la segona frase del segon paràgraf.
La comparació revela un desajustament lleu entre la tercera part de la música i el tercer paràgraf, ja que la "resplendor creixent" se suggereix musicalment al final de la segona exposició del tema secundari i la quarta exposició del tema principal.

### Comentaris analítics
En aquesta obra, Pahissa va usar l'acompanyament harmònic de dues maneres concretes i diferenciades: l'encadenament d'acords característic de la música tonal i un encadenament que evitava els procediments acadèmics en la conducció de la tensió harmònica. Aquesta dualitat harmònica és pròpia de les primeres obres experimentals del compositor i el tret de sortida de la intertonalitat, el sistema de composició que va formular teòricament a principis de la dècada de 1920. Per altra banda, els cromatismes i les combinacions complexes d'acords no tenien sempre un sentit de modulació, tot i que no perdien el seu caràcter de tensió que demana una resolució.
Com era habitual al tombant del segle xx, Pahissa va usar expressivament l'acord de quinta augmentada. Amb la mateixa finalitat de crear estranyesa i modernitat va idear un altre acord simètric, que apareix en diverses moments del poema simfònic. Es tracta de l'acord de sèptima de dominant amb la quinta rebaixada, que usa sovint com acord pont en una modulació. Les enharmonies d'algunes de les seves notes permet posar de costat tonalitats molt allunyades, com fa major i si major. L'efecte sonor del quatríada va ser un recurs eficient per fer explícita la modernitat de l'obra.
La peculiaritat més sorprenent del poema simfònic, tanmateix, és la dualitat cromàtica de la tonalitat principal en dos moments concrets del final. Primer, en la resolució cadencial del compàs tres-cents quaranta-un (sonen alhora l'acord de mi bemoll major en el registre greu de la instrumentació i el de mi major en el registre agut). Quasi immediatament, en la darrera exposició del tema principal entre els compassos tres-cents seixanta-set i tres-cents vuitanta (sonen alhora l'acord de fa major i el de fa sostingut major). Ara, a més, la dissonància harmònica final es veu també explicita en la melodia, ja que la flauta toca el tema en fa sostingut major i el clarinet baix en fa major.